# Щасливе (Стрийський район)
Щасли́ве —  село в Україні, у Стрийському районі Львівської області. Населення становить 35 осіб. Орган місцевого самоврядування з 2020 року — Стрийська міська рада.

### Мова
| українська мова |
| --------------- |
| 100,00%         |